# (3450) Dommanget
(3450) Dommanget es un asteroide perteneciente al cinturón de asteroides, descubierto el 31 de agosto de 1983 por Henri Debehogne desde el Observatorio de La Silla, Chile.

## Designación y nombre
Designado provisionalmente como 1983 QJ. Fue nombrado Dommanget en honor al astrónomo belga Jean Dommanget.